# فرانك هربرت (سياسي)
فرانك هربرت (بالإنجليزية: Frank Herbert)‏ هو سياسي أمريكي، ولد في 11 يناير 1931 في الولايات المتحدة، وتوفي في 27 سبتمبر 2018. حزبياً، نشط في الحزب الديمقراطي. وقد انتخب عضو مجلس ولاية نيوجيرسي.